# Јацуширо
Јацуширо (јап. 八代市) град је у Јапану у префектури Кумамото. Према попису становништва из 2005. у граду је живело 136.886 становника.

## Становништво
Према подацима са пописа, у граду је 2005. године живело 136.886 становника.
| 1995.   | 2000.   | 2005.   |
| ------- | ------- | ------- |
| 143.712 | 140.655 | 136.886 |